# Гуанаакабибес
Гуанаакабибес (исп. Península de Guanahacabibes) — полуостров на острове Куба.
Полуостров Гуанаакабибес расположен в провинции Пинар-дель-Рио. Его крайняя точка, мыс Сан-Антонио на берегу Юкатанского пролива, является самой западной точкой Кубы, причём, расположена она ближе к водам Тихого океана, нежели к самой восточной точке страны, мысу Маиси. Севернее полуострова расположены острова Колорадос, западнее расположен Кубинский подводный город.
Часть полуострова в 1987 году получила статус биосферного резервата по программе ЮНЕСКО «Человек и биосфера». Здесь обитают многие представители флоры и фауны, причём, на территории с минимальным влиянием человека. Так обнаружено 172 вида птиц 42 семейств, некоторые из них эндемики острова. Некоторые виды морских черепах здесь выкладывают яйца.
На юго-западе Гуанаакабибеса наблюдается значительное развитие карстовых структур, которые ограничивают существование поверхностных вод, но допускают проникновение окружающей морской воды.
Близость к открытым водам Мексиканского залива делает территорию уязвимой для ураганов. Гуанаакабибес особенно сильно пострадал в 2004 году от урагана Иван и в 2005 году от урагана Вильма.
Кроме природы, Гуанаакабибес интересен и археологическими находками. Здесь обнаружено более 140 мест, относящимся к жизни аборигенов гуанахатабеи.